# Преки данъци
Преките данъци са данъците върху богатството, върху притежаваното (недвижимо и определени видове по-ценно движимо) имущество, върху промяната на собствеността на недвижимото имущество, върху доходите на физическите лица и върху корпоративната печалба на предприятията.
Облагат това, което „излиза“ или „е излязло“ от икономиката. Намаляването на преките данъци увеличава търсенето и при наличие на незаети капацитети и резерви и „излишна“ работна сила в икономиката може да доведе до икономически растеж.